# Литвинівське лісництво
Литвинівське лісництво» — територіально-виробнича одиниця ДП «Бережанське лісомисливське господарство» Тернопільського обласного управління лісового та мисливського господарства, підприємство з вирощування лісу, декоративного садивного матеріалу.

## Об'єкти природно-заповідного фонду
На території лісництва знаходиться 2 об'єкти природно-заповідного фонду:
- Тростянецький ботанічний заказник № 1
- Тростянецький ботанічний заказник № 2